# هليسبورو بيتش
هليسبورو بيتش (بالإنجليزية: Hillsboro Beach)‏ هي مدينة أمريكية تقع في ولاية فلوريدا. تبلغ مساحة هذه المدينة 4.2 (كم²)،ويبلغ عدد سكانها 1875 نسمة حسب إحصاء سنة 2010 م 1875.